# Deborah Czeresko

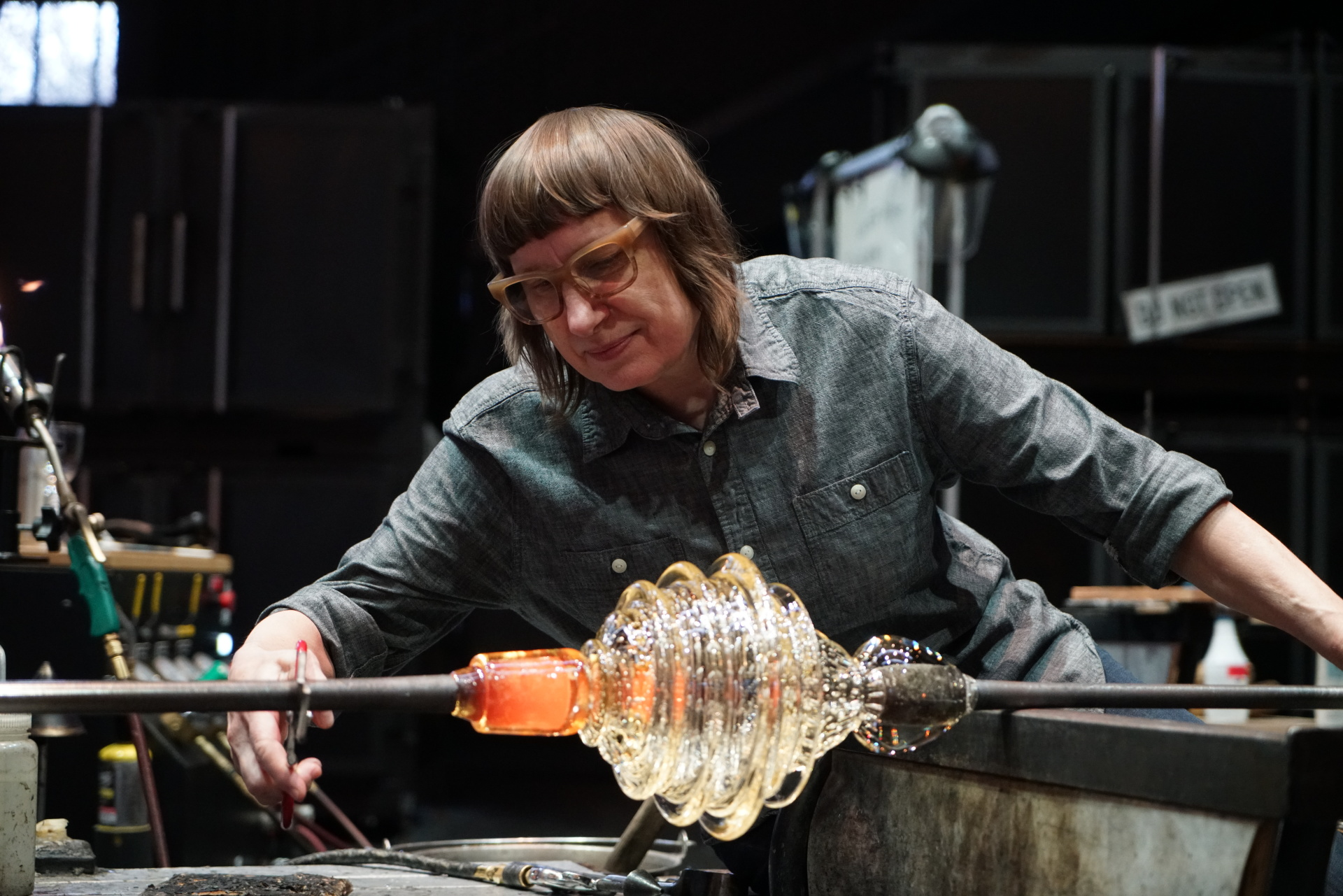
Deborah Czeresko (2019)

Deborah Czeresko (* 27. Juli 1961 in New Jersey) ist eine US-amerikanische Glasbläserin.

## Ausbildung
Deborah Czeresko wurde in eine mittelständische Familie in New Jersey geboren. Schon früh war sie „von der sie umgebenden Perspektivlosigkeit“ gelangweilt. Zunächst wurde sie im Leistungssport aktiv. Sie studierte Psychologie an der Rutgers University. 1987 begann sie, im New York Experimental Glass Workshop mit Glas zu arbeiten. Im Jahr 1992 erwarb sie einen Hochschulabschluss in Studiokunst an der Tulane University in New Orleans.

## Beruflicher Werdegang
Seitdem hat Czeresko, die ein Atelier in Brooklyn hat, an vielen Universitäten und Schulen in den Vereinigten Staaten und in Europa Glasbläserkunst unterrichtet und als Gastkünstlerin gearbeitet.
Czereskos Werke werden in den gesamten Vereinigten Staaten ausgestellt. 2019 wurde ihr Werk Meat Chandelier als eines von 100 Werken für die Ausstellung New Glass Now des Corning Museum of Glass ausgewählt, einer Übersicht über zeitgenössische Glaskunst aus aller Welt. Ihre Werke befinden sich in der ständigen Sammlung des Museum of American Glass in Milville, New Jersey, im dänischen Glasmuseet Ebeltoft und im deutschen Glasmuseum Frauenau. Von 2008 bis 2018 war sie im Vorstand von UrbanGlass, einem Glasbläserstudio in Brooklyn.
Im Jahr 2019 gewann Deborah Czeresko die erste Staffel von Blown Away, einer Wettbewerbsshow für Glaskunst auf Netflix. Dabei zeigte sich die queere Künstlerin als „polarisierende Persönlichkeit“: „Ich habe Fans und ich habe Hater.“ Sie gewann 60.000 Dollar und eine zweiwöchige Residency im Corning Museum. Eines ihrer fertigen Werke aus der Show war in der Ausstellung Glassblowing Comes to Netflix zu sehen, einer temporären Ausstellung im Hot Shop Amphitheater im Corning Museum. Ihr Gewinn von Blown Away beinhaltete eine Residency im Corning Museum.

## Künstlerische Tätigkeit
Durch die Verwendung von Glasmachertechniken im Venetianischen Stil zeigt Czeresko in ihren Arbeiten ihre persönlichen Erfahrungen, die von zeitgenössischen Themen geprägt sind. Czeresko nutzt ihre Arbeit als Glasmacherin oft, um das Thema der Gleichberechtigung von Frauen hervorzuheben. In einem Interview sagte sie: „Ich interessiere mich schon lange für Frauen, die diese Räume besetzen, die mit Körperlichkeit zu tun haben, wo sie als nicht zugehörig wahrgenommen werden. Ich wollte Glas zum großen Gleichmacher machen.“

## Gruppenausstellungen (Auswahl)
- 2006: Transparency, Corridor Gallery, Reykjavik, Iceland
- 2007: Art Now, Middlebury College Museum of Art, Middlebury, VT
- 2010: Armory Show, UrbanGlass, Armory Arts Week, Brooklyn, NY
- 2010: Shoefitti & Ibeam, Louisville Glassworks, Louisville, KY
- 2010: The Fabritory, Glasphemy by Macro Sea, Brooklyn, NY[13]
- 2011: Shoefitti, Hudson Beach Glass, Philadelphia, PA
- 2013: Art of the Fellowship, Museum of American Glass, Millville, NJ
- 2015: CreativityAscertained, Museum of American Glass, Millville, NJ
- 2015: Post Mortem, UGent, Rommelaere Instituut, Ghent, Belgium
- 2018: How Shall We Dine, Rockland Center for the Arts, Rockland, NY
- 2018: StreetKraft, Habatat Gallery, Royal Oak, MI
- 2019: New Glass Now, The Corning Museum of Glass, Corning, NY[14]
- 2019: Collaborations with queer Voices curated by Matthew Day Perez + Kate Hush, Heller Gallery, New York, NY[15]
- 2020: Venice and American Studio Glass, Le Stanze del Vetro, Venedig
- 2021:  New Glass Now, Renwick Gallery, Smithsonian American Art Museum, Washington D.C.
- 2021: Fire & Form: New Directions in Glass, Long Island Museum, Stony Brook, New York
- 2021: Boy Box, EFA Project Space, New York
- 2021: Glass in the Expanded Field, Hunterdon Museum of Art, Clinton, New Jersey